# فلونيكاميد
فلونيكاميد هو مركب عضوي يحتوي على البيريدين ويستخدم كمبيد حشري لحشرات المن، والذباب الأبيض، والتربس.

## آلية العمل
يعمل مركب الفلونيكاميد كمبيد للحشرات عن طريق تعطيل الأعضاء التناسلية للحشرات، والتي يمكن أن تؤثر على السمع والتوازن والحركة وتتسبب في توقف التغذية، إلا أن الموقع المحدد المستهدف للمادة الكيميائية لا يزال غير معروف.
يُباع مركب الفلونيكاميد عادةً على شكل حبيبات قابلة للبلل ممزوجة بالماء قبل الرش.